# Jindřichov (ort i Tjeckien, lat 50,25, long 17,52)
Jindřichov är en ort i Tjeckien. Den ligger i den östra delen av landet, 220 km öster om huvudstaden Prag. Jindřichov ligger 364 meter över havet och antalet invånare är 1 504.
Terrängen runt Jindřichov är kuperad åt sydväst, men åt nordost är den platt.Runt Jindřichov är det ganska glesbefolkat, med 34 invånare per kvadratkilometer. Närmaste större samhälle är Vrbno pod Pradědem, 17,4 km sydväst om Jindřichov. Omgivningarna runt Jindřichov är en mosaik av jordbruksmark och naturlig växtlighet.